# Frank B. Fulkerson
Frank Ballard Fulkerson (* 5. März 1866 in Edinburg, Grundy County, Missouri; † 30. August 1936 bei Higginsville, Missouri) war ein US-amerikanischer Politiker. Zwischen 1905 und 1907 vertrat er den Bundesstaat Missouri im US-Repräsentantenhaus.

## Werdegang
Noch in seiner Kindheit zog Frank Fulkerson mit seinen Eltern auf eine Farm in der Nähe von Higginsville. Er besuchte die öffentlichen Schulen seiner neuen Heimat und danach bis 1888 das Westminster College in Fulton. Anschließend arbeitete er zwei Jahre lang als Lehrer. Nach einem Jurastudium an der University of Michigan in Ann Arbor und an der University of Missouri in Columbia sowie seiner 1892 erfolgten Zulassung als Rechtsanwalt begann er in Warrensburg in diesem Beruf zu arbeiten. Von 1893 bis 1895 war er auch juristischer Vertreter dieser Stadt.
In den Jahren 1895 und 1896 fungierte Fulkerson als Staatsanwalt im Johnson County. 1897 zog er nach Holden und im Jahr 1900 nach Saint Joseph, wo er als Anwalt praktizierte. Politisch war er Mitglied der Republikanischen Partei. Bei den Kongresswahlen des Jahres 1904 wurde er im vierten Wahlbezirk von Missouri in das US-Repräsentantenhaus in Washington, D.C. gewählt, wo er am 4. März 1905 die Nachfolge von Charles F. Cochran antrat. Da er im Jahr 1906 nicht bestätigt wurde, konnte er bis zum 3. März 1907 nur eine Legislaturperiode im Kongress absolvieren.
Nach seinem Ausscheiden aus dem US-Repräsentantenhaus war Frank Fulkerson wieder als Anwalt tätig. 1908 bewarb er sich erfolglos um das Amt des Attorney General von Missouri. Im gleichen Jahr scheiterte auch eine Kandidatur für das Amt des Bürgermeisters von Saint Joseph. In der Folge war Fulkerson mehrfach Delegierter auf verschiedenen regionalen republikanischen Parteitagen in Missouri. Im Jahr 1908 war er zudem auch Delegierter zur Republican National Convention in Chicago, auf der William Howard Taft als Präsidentschaftskandidat nominiert wurde. 1909 wurde Fulkerson Mitglied und Vorsitzender des Polizeiausschusses der Stadt Saint Joseph; in den Jahren 1913 und 1914 war er juristischer Berater dieser Stadt. 1918 verlegte er seinen Wohnsitz und seine Anwaltskanzlei in das Lafayette County, wo er zusätzlich auch in der Landwirtschaft arbeitete. Zwischen 1921 und 1925 amtierte Fulkerson als Staatsanwalt im Lafayette County. Er starb am 30. August 1936 nahe Higginsville.